# Bryan Steel
Bryan Steel (Nottingham, Nottinghamshire, 21 de gener de 1973) és un antic ciclista anglès. Especialista en el ciclisme en pista, concretament en la persecució per equips, va aconseguir dues medalles olímpiques i quatre al Campionat del món.

## Palmarès
- 1994
  -  Campió del Regne Unit de Madison, amb Robert Hayles
- 1994
  -  Campió del Regne Unit de Madison, amb Simon Lillistone
- 2000
  -  Medalla de bronze als Jocs Olímpics de Sydney en persecució per equips, amb Chris Newton, Paul Manning, Bradley Wiggins, Robert Hayles i Jonny Clay
- 2004
  -  Medalla de plata als Jocs Olímpics d'Atenes en persecució per equips, amb Chris Newton, Paul Manning, Bradley Wiggins, Robert Hayles i Steve Cummings

### Resultats a laCopa del Món
- 1997
  - 1r a Atenes, en Persecució per equips
- 2004
  - 1r a Sydney i Manchester, en Persecució per equips